# Louis Granmont
Louis Granmont (ur. ok. 1650, zm. ok. 1686) – francuski bukanier, szlachcic, pirat, oficer francuskiej marynarki, kadet Królewskiego Regimentu Morskiego. 
Louis Granmont należał obok Henry'ego Morgana do najbardziej znanych bukanierów, którzy brali udział w wojnie z Hiszpanami na Morzu Karaibskim w latach 1668–1686. Podczas wojny francusko-holenderskiej toczonej w latach 1672–1678 uczestniczył w zdobyciu bogatych pryzów floty holenderskiej zwanej powszechnie Sakiewką Amsterdamu. Wynagrodzenie jaki otrzymał za swoje zasługi przegrał w karty, a za ostatnia wygraną kupił pięciodziałowy okręt i przystał do bukanierów stacjonujących na Tortudze. Swoją sławę zyskał po zdobyciu hiszpańskich okrętów znajdujących się na jeziorze Maracaibo i ograbieniu pobliskich osad oraz wzięcia do niewoli w 1680 roku gubernatora Wenezueli i prominentów Caracas. 
W 1683 Louis Granmont dowodził angielsko-francuską flotą bukanierów, a wraz z nią zdobył miasto San Juan de Ulua. Zanim opuścił je z łupami do portu przybyła Indyjska flota hiszpańska. Jej dowódca nie zaatakował jednak floty Granmonta i pozwolił jej na opuszczenie portu. W 1685 roku francuski korsarz wraz z 11 tysiącami bukanierów zaatakował Jukatan, i zniszczył miasto Campeche. To zwycięstwo na pewien czas doprowadziło do dominacji francuskiej na Morzu Karaibskim. 
W 1686 roku  Louis Granmont otrzymał od gubernatora kolonii St. Dominque patent królewskiego porucznika marynarki oraz nominację na namiestnika prowincji w kolonii. Granmont odrzucił propozycje i wraz z 2000 bukanierów wypłynął w morze. Nigdy więcej o nim nie słyszano.